# أحمد صقر (مخرج)
أحمد صقر (مواليد 28 يوليو 1959) هو مخرج مصري، قام بإخراج عدة مسلسلات تعتبر من الأشهر في تاريخ الدراما المصرية منها هوانم جاردن سيتي (1997)، أوبرا عايدة (2000)، حديث الصباح والمساء (2001) وأميرة في عابدين (2002).

## أعماله

### أفلام
- 1987: رجل في فخ النساء
- 1990: الأستاذ
- 1990: أحلام مشروعة (سهرة تليفزيونية)
- 1991: مصرع الذئاب
- 1991: كيد العوالم
- 1991: الكلبشات
- 1992: غزو الأرانب
- 1992: استقالة جابر
- 1993: الشرسة
- 1994: الحقيقة اسمها سالم
- 1994: الجواز وسنينه (سهرة تليفزيونية)

### مسلسلات
- 1996: من الذي لا يحب فاطمة ؟
- 1997: هوانم جاردن سيتي ج1
- 1997: اللص الذي أحبه
- 1997: الحلو ما يكملش (فوازير)
- 1998: هوانم جاردن سيتي ج2
- 1998: دهب قشرة
- 1998: أم العروسة
- 1998: القلب يخطئ أحيانا
- 1999: حارة برجوان
- 2000: أوبرا عايدة
- 2000: الفجالة
- 2001: حديث الصباح والمساء
- 2002: أميرة في عابدين
- 2003: أبيض x أبيض
- 2004: مشوار امرأة
- 2004: الطارق
- 2005: المرسى والبحار
- 2006: آن الأوان
- 2007: نقطة نظام
- 2007: عمارة يعقوبيان
- 2008: شط إسكندرية
- 2008: جدار القلب
- 2009: الأشرار
- 2011: كيد النسا ج1
- 2012: فرح العمدة
- 2012: حارة خمس نجوم
- 2014: كيد الحموات
- 2014: الحكر
- 2017: قصر العشاق

### مسرحيات
- 1999: بودي جارد